# Jehová Villa Escamilla
Jehová Villa Escamilla (Tonila II) fue un ciclista y fotógrafo mexicano. 
Nació el 26 de enero de 1933 en Tonila, Jalisco, siendo hijo de Jehová Villa Michel y de Ramona Escamilla Márquez. Fue el sexto hijo de siete de familia, huérfano de padre a los 3 años, y a los siete ve truncados sus estudios por problemas económicos. A los nueve es fotógrafo profesional en su pueblo, reconocido por Kodak Mexicana LTD. A la edad de 18 años emigra a Ensenada, Baja California y es ahí donde principia su trayectoria ciclista. En 1953 salió del puerto de Ensenada hacia la Ciudad de México acompañado de Jesús Roberto Mar, siendo despedidos por Mario C. Montes, último delegado del Territorio Norte de Baja California. Culmina su meta en un plazo de 18 días cubriendo una distancia de 3.560 km, de los cuales 750 eran terracería. Tras recibir una autorización del gobierno estadounidense para circular por sus autopistas en su bicicleta, el 5 de mayo de 1954 inicia un viaje que lo llevaría a lo largo de 26 estados de los Estados Unidos. Contemplaba hacer 40 días de camino, sin embargo luego de 35 días es recibido en Nueva York por autoridades mexicanas y estadounidenses, así como periodistas de los estados de Vermont, Nuevo Hampshire, Massachusetts, Rhode Island, Connecticut, Nueva Jersey, Delaware, Maryland, Virginia, Virginia Occidental y Nueva York. 
La United Press International certificó el triple récord de resistencia, tiempo y distancia. En Chicago el 23 de junio del mismo año se fijó la meta de llegar a Ensenada en 24 días, meta que clumpió en 23. Después de encabezar al grupo ciclista en el Desfile deportivo el 20 de noviembre de 1958 en la Ciudad de México, salió de la Basílica de Guadalupe con rumbo a Sudamérica. El presidente de la República, Adolfo Ruiz Cortines, le deseó suerte en su meta por cruzar a través de 10 países: México, Guatemala, El Salvador, Honduras, Costa Rica, Panamá, Colombia, Ecuador y Perú en un viaje que duró 84 días. Aún se impone su récord de 16 días para viajar de Ensenada a la capital del país. Esta proeza la concretó el 20 de noviembre de 1991. 
Murió en septiembre de 2009. 